# Nimfa (larwa)

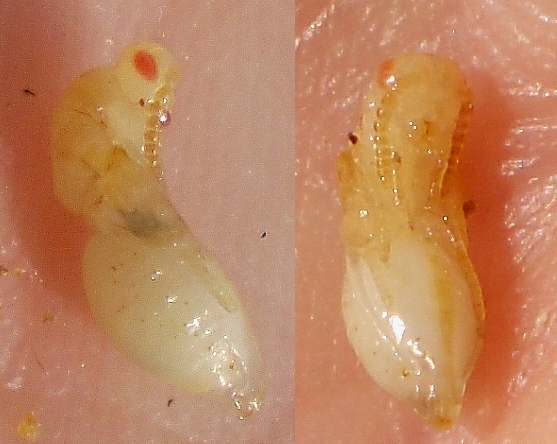
Nimfa Eurytoma amygdali

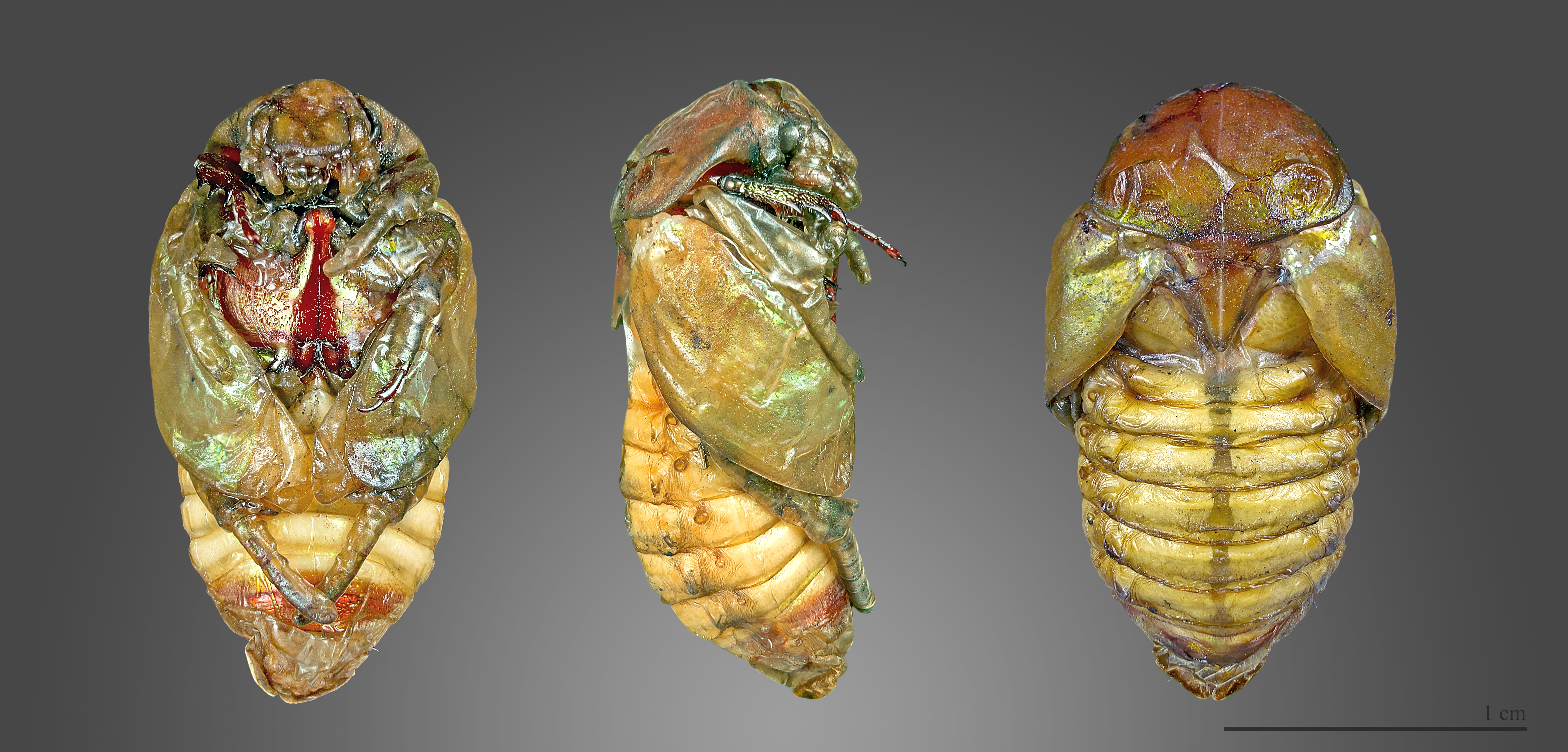
Cetonia aurata

Nimfa (łac. nympha) – ostatnie stadium larwalne owadów przechodzących przeobrażenie niezupełne (hemimetabolia) i niektórych pajęczaków, objawiające się obecnością zawiązków skrzydeł. U części owadów występują dwa stadia nimfy:
- pronimfa (pronympha) – u ważek jest to pierwsze stadium larwalne, u wciornastków – stadium przedpoczwarkowe, z powstającymi płytkami imaginalnymi;
- deutonimfa (deutonympha).

Po stadium nimfy powstaje forma dorosła owada (imago), co odróżnia owady przechodzące przeobrażenie niezupełne od owadów o przeobrażeniu zupełnym (holometabolia), gdzie pomiędzy stadium larwalnym a imago występuje jeszcze stadium poczwarki.
Część entomologów używa terminu nimfa w odniesieniu do wszystkich stadiów pomiędzy jajem a postacią dorosłą (z zawiązkami skrzydeł lub bez), występujących w przeobrażeniu niezupełnym lub synonimizuje z poczwarką.